# Omsker Nahverkehr
Der Omsker Nahverkehr wird von der städtischen Verkehrsverwaltung (russisch департамент транспорта г. Омска/ Departament transporta g. Omska) verwaltet. Dies umfasst die Omnibus-, Oberleitungsbus-, Straßenbahn- und künftigen U-Bahnlinien der Stadt Omsk.

## Straßenbahn

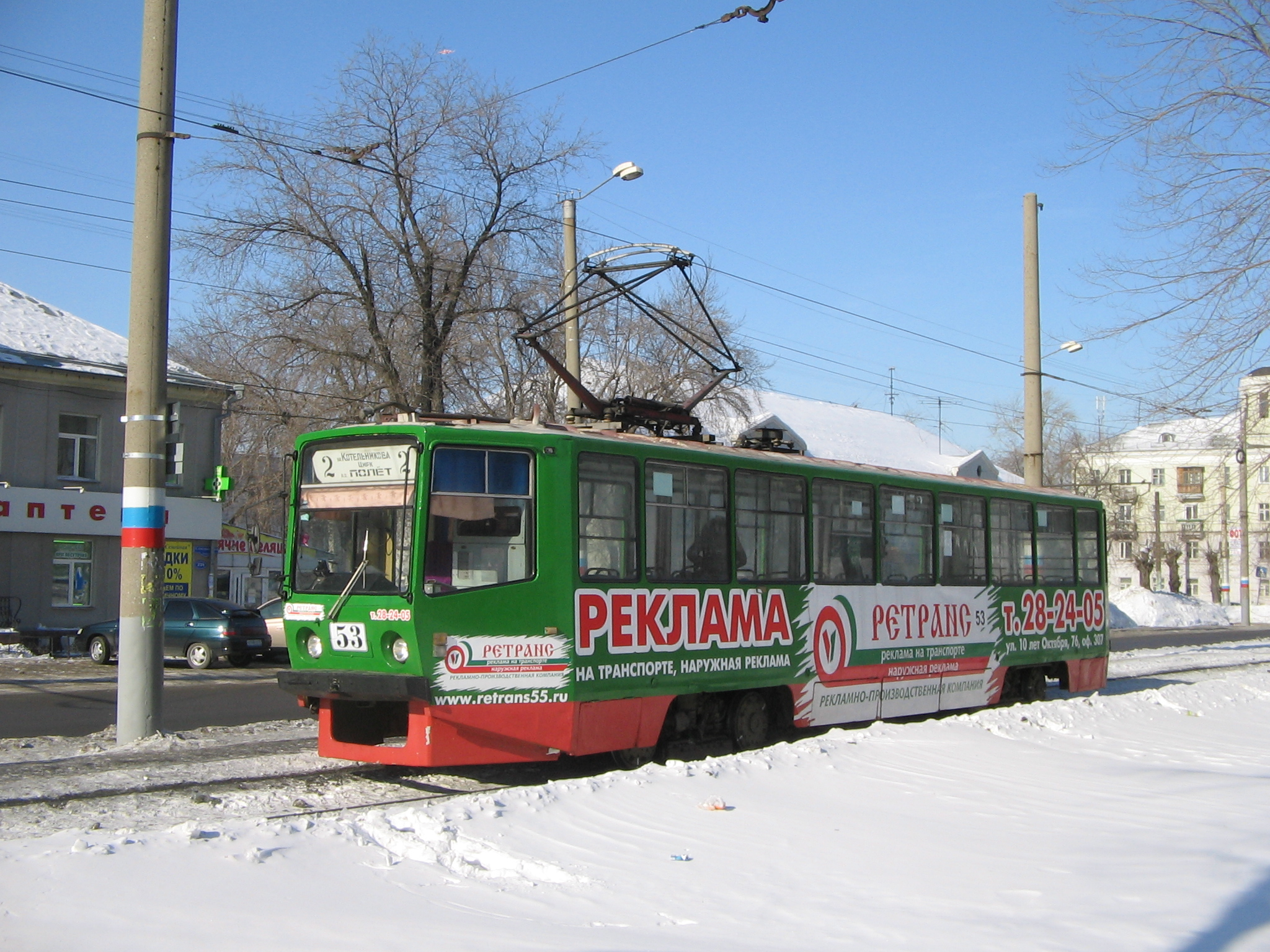
KTM-8M-Wagen in Omsk

Die erste Straßenbahn wurde am 8. November 1936 in der russischen Breitspur von 1524 mm eröffnet. Sie verband das Verwaltungszentrum mit dem Handelszentrum. Im Laufe der Jahre reichten die Strecken immer weiter in den Norden der Stadt. Als sich die Stadt zu Beginn der 1970er in westliche Richtung ausdehnte, folgte die Straßenbahn dieser Entwicklung. Sie erhielt auf einer großzügig angelegten Straße einen eigenen Bahnkörper. Mitte der 1990er-Jahre wurden zwei wichtige Straßenbahntrassen eingestellt – im Zentrum und im Norden der Stadt. Die verbliebenen Strecken liegen abseits des Zentrums und werden nur noch notdürftig unterhalten. So kann auf dem mittlerweile nur noch 46,2 Kilometer langen Streckennetz der acht Straßenbahnlinien selten die Höchstgeschwindigkeit der Fahrzeuge von 40 km/h gefahren werden. Vorgesehen ist ein Zehn-Minuten-Takt, der aufgrund des Zustandes der 100 Straßenbahnen der Verwaltung oft nicht eingehalten werden kann.
Das Straßenbahnsystem liegt vollständig am rechten Ufer des Irtysch. Die derzeit 6 Linien haben einen Fahrplantakt von 5 bis 16 Minuten und fahren von 6:00 bis 22:30 Uhr. Das Straßenbahnsystem macht nicht mehr als 4 % des gesamten städtischen Verkehrs aus. Seit 1. Januar 2019 beträgt der Fahrpreis 30 Rubel bei Barzahlungen und 25 Rubel für bargeldlose Zahlungen (15 Rubel für Schüler und 18 Rubel für Studenten und Rentner von Omsk).

## Oberleitungsbusse

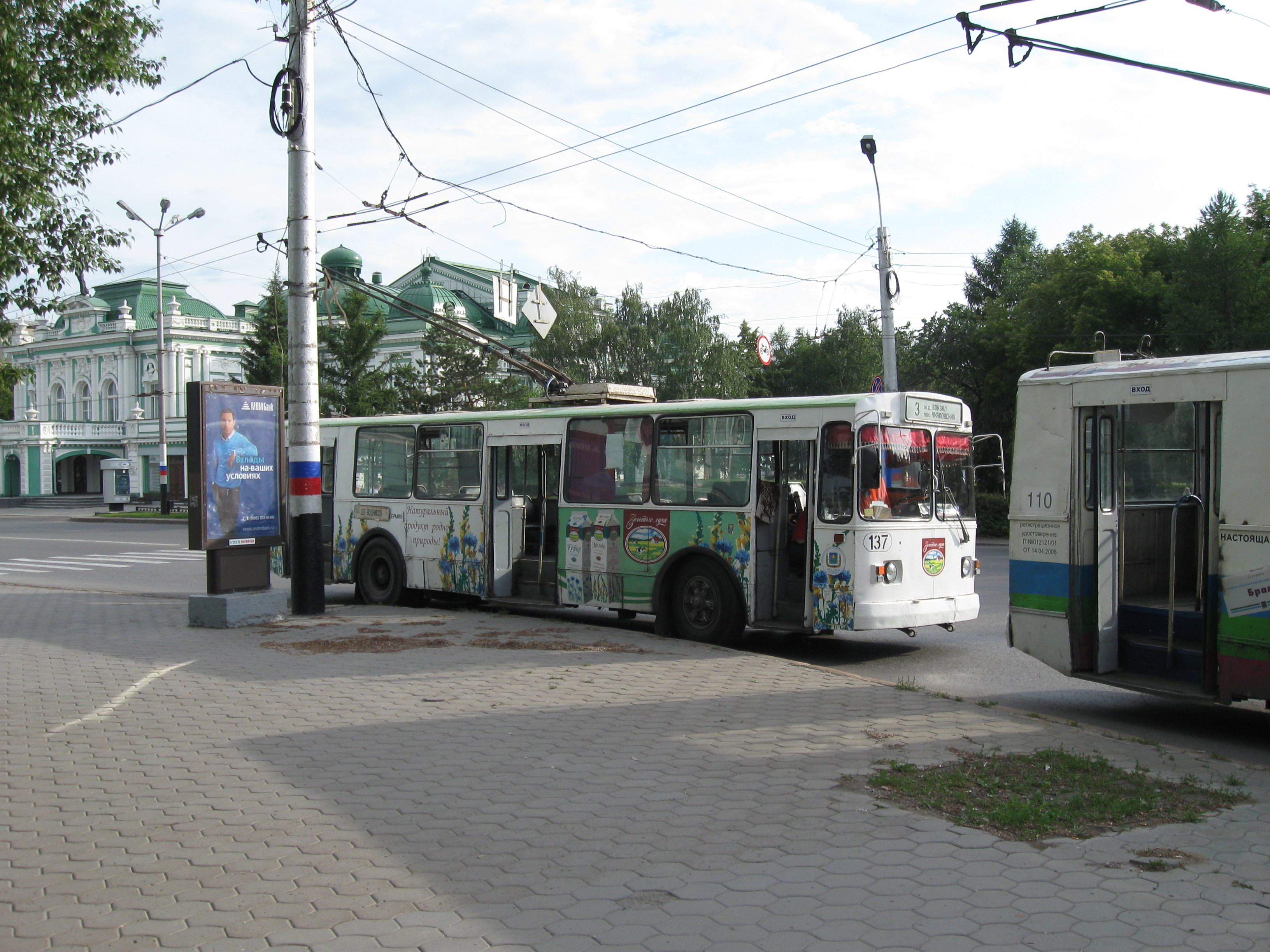
Oberleitungsbusse in Omsk

Oberleitungsbusse verkehren seit dem 5. November 1955. Nachdem lange Zeit keine Investitionen in den Wagenpark erfolgt waren, wurden ab 2004 wieder neue moderne Fahrzeuge gekauft. Im Moment dominieren jedoch noch die alten sowjetischen Oberleitungsbusse des Typs SiU-9. Insgesamt stehen 200 Wagen zur Verfügung, die Linien werden zumeist im Zehn-Minuten-Takt bedient.

## U-Bahn
Unter der Führung der städtischen „Direktion der zu errichtenden U-Bahn der Stadt Omsk“ (russ. Дирекция строящегося метрополитена г. Омска) soll
nach Planungen aus dem Jahr 2003 als erstes der 8,2 Kilometer lange Abschnitt der Metro Omsk zwischen den Stationen „Busbahnhof“ (russ. Автовокзал – Avtovoksal) und „Roter Weg“ (russ. Красный путь – Krasnyi put) in Betrieb gehen. Am 23. Oktober 2003 wurde ein 740 m langer, eingleisiger Abschnitt zwischen der „Tupolew-“ (russ. Туполевская – Tupolewskaja) und der „Arbeiterstation“ (russ. Рабочая – Rabotschaja) fertiggestellt. Aufgrund der Finanzlage der Verkehrsbetriebe wäre frühestens 2006 mit der Aufnahme eines eingleisigen Pendelbetriebes zwischen den Stationen „Hinterm Fluss“ (russ. Заречная – Saretschnaja) und „Roter Weg“ zu rechnen, realistischer ist aber eine vollwertige Eröffnung zwischen „Busbahnhof“ und „Roter Weg“ nicht vor 2008.

## Omnibus
Omnibusse stellen im Moment die Basis des Omsker Stadtverkehrs dar.
Im März 2005 verfügte das Departement über 850 Busse und 125 Kleinbusse. Davon stammen 180 Busse aus tschechischer Produktion und 290 Busse sind von Mercedes, während die einheimischen Busse aus dem Likinski Awtobusny Sawod (in Likino-Duljowo) stammen. Das Netz wird durch unzählige private Minibusse, Marschrutki, ergänzt. An den Haltestellen kommt es zunehmend zu Staus – die Stadt denkt über eine Einschränkung der privaten Anbieter nach.